# Rimska cesta (galaksija)
Rímska césta (izposojeno iz drugih sodobnih jezikov pogosto tudi Mléčna césta; prevod latinskega poimenovanja Via Lactea, ki izvira iz starogrškega starogrško Γαλαξίας: Galaksías - gala, galactos - mleko; včasih imenovana preprosto Galaksíja) je spiralna galaksija s prečko v Krajevni skupini Krajevne nadjate (Nadjata Devica) skupaj z Andromedino galaksijo, M33 in dvema ducatoma majhnih galaksij. Njeni spiralni rokavi so vidni z Zemlje kot pas svetlobe na nočnem nebu. Čeprav je Rimska cesta le ena od milijard galaksij v opazljivem vesolju,, ima kot domača galaksija planeta Zemlja za človeštvo poseben pomen.
Po nekaterih virih bi se moral izraz »Rimska cesta« uporabljati le za pas svetlobe na nočnem nebu, medtem ko bi za opis galaksije kot celote morali uporabljati celotno ime Galaksíja Rímska césta ali tudi samo Galaksija. Kako razširjen je ta dogovor, ni jasno, izraz Rimska cesta pa se pogosto uporablja v obeh pomenih.

## Pogled z Zemlje
Rimsko cesto, ki jo vidimo na nočnem nebu kot megličast pas bele svetlobe, ki se vije prek celotne nebesne krogle, ustvarjajo zvezde in drugo gradivo v galaktični ravnini.
Njen najsvetlejši del je viden poleti v smeri ozvezdja Strelca, kjer leži njeno središče (Strelec A*). Glede na nebesni ekvator se Rimska cesta razprostira na severu do ozvezdja Kasiopeje in na jugu do ozvezdja Južnega križa. To je posledica dejstva, da je Zemljina vrtilna os rahlo nagnjena proti pravokotnici na galaktično ravnino. Dejstvo, da Rimska cesta deli nočno nebo na dve skoraj enaki polobli, kaže tudi na to, da Osončje leži blizu galaktične ravnine. Vprašanje je, kakšno bi bilo življenje na Zemlji, če bi ležalo bolj stran.
Površinska svetlost Rimske ceste je razmeroma majhna, zato jo je iz svetlobno onesnaženega mestnega ali predmestnega okolja težko videti.

## Zgradba in oblika
Masa Galaksije znaša okoli bilijon Sončevih mas in vsebuje 200 do 400 milijard (200 · 109) zvezd. V Galaksiji je znanih okoli 1.000 planetarnih meglic, okoli 500 kroglastih kopic, okoli 350 pulzarjev, okoli 18.000 razsutih kopic. Galaksija je druga največja v Krajevni skupini. Večja od nje je le Andromedina galaksija z maso okoli 1,5 naše Galaksije. Premer Galaktičnega diska je velik približno 100.000 svetlobnih let (30 kiloparsekov, 9×1017 km). Velikost osrednje zgostitve je okoli 10.000 sv.l. Cel obroč se nahaja na razdalji 5 kpc od središča, Sonce pa je od središča Galaksije oddaljeno okoli 27.000 sv.l., nedaleč od ravnine in blizu roba spiralnega kraka. Količina mase znotraj Sončevega tira je 9,0 · 1010mO.
Zvezde v Galaktičnem disku krožijo okoli središča, ki verjetno gosti črno luknjo. Osončje se okoli središča zavrti v približno 226 milijonih letih. Splošno vrtenje ne sledi pričakovanemu vzorcu in so hitrosti na robu diska večje kot v notranjosti. Za to naj bi bila kriva manjkajoča snov, ki je še ne poznamo dovolj. Srednja razdalja med zvezdami je 1 pc.

## Starost
Zelo težko je določiti starost Galaksije. Galaksija je stara približno 13,6 ± 0,8 milijard let, kolikor so stare najstarejše zvezde v njej, in kar je skoraj enako starosti Vesolja. Raziskovalna skupina astronomov je leta 2004 s spektrografom pri VLT prvič izmerila vsebnost berilija v dveh zvezdah v kroglasti kopici NGC 6397. To jim je omogočilo določiti čas med nastankom prve generacije zvezd v celotni Galaksiji in prvo generacijo zvezd v kopici na 200 do 300 milijonov let. Če so upoštevali ocenjeno starost zvezd v kroglasti kopici (13,4 ± 0,8  milijard let), so lahko ocenili starost najstarejših zvezd v Galaksiji na 13,6 ± 0,8 milijard let. Na osnovi teh podatkov izhaja ocena, da se je tanek galaktični disk tvoril pred 6,5 in 10,1 milijardami let..
Galaksija je nastala iz plinskega oblaka s premerom 80 Kpc in maso 100 milijard Sončevih mas. Celotna teorija nastanka je še vedno precej neznana.

## Splošne značilnosti
Podatki kažejo na to, da se bo Andromedina galaksija zaletela v Galaksijo in da se giblje proti njej s hitrostjo okoli 140 km/s. Galaksiji bosta trčili čez približno 4 milijarde let in se bosta verjetno združili v velikansko eliptično galaksijo.
Galaksija je pomembna za študij galaksij, ker jo opazujemo od znotraj. Prvi je poskusil določiti obliko Galaksije William Herschel.

## Podobne galaksije
Galaksije, ki so podobne naši, so na primer:
- NGC 3953 (Veliki medved, UMa, SBb I (SB(r)bc), 55 Msv.l.)
- NGC 5970 (Kača, Ser, SBc II-III (SB(r)c), 105 Msv.l.)
- NGC 6744 (Pav, Pav, SAB(r)bc, 24 Msv.l.)
- NGC 6946 (Kefej, Cep, SAB(rs)cd, 10 Msv.l.)
- NGC 7329 (Tukan, UMa, SB(r)c (SB(r)b), 140 Msv.l.)
- NGC 7331 (Pegaz, Peg, SA(s)b, 43 Msv.l.)
- NGC 7723 (Vodnar, Aqr, SB(r)c (SB(r)b), 80 Msv.l.)